# Deutsche Meisterschaften 1934
Als Deutsche Meisterschaft(en) 1934 oder DM 1934 bezeichnet man folgende Deutsche Meisterschaften, die im Jahr 1934 stattgefunden haben: 
- Deutsche Eishockey-Meisterschaft 1934
- Deutsche Leichtathletik-Meisterschaften 1934
- Deutsche Fechtmeisterschaften 1934
- Deutsche Schwimmmeisterschaften 1934
- Deutsche Skeleton-Meisterschaft 1934
- Deutsche Turnmeisterschaften 1934
- Deutsches Meisterschaftsrudern 1934
- Deutsche Tischtennis-Meisterschaft 1934